# A Woman's Worth
"A Woman's Worth" é um single nos ritmos R&B–soul escrito pela cantora e compositora norte-americana Alicia Keys and Erika Rose para o álbum de estréia de Keys, Songs in A Minor (2001).

## Paradas
| Chart (2001)                                                   | Peak position |
| -------------------------------------------------------------- | ------------- |
| U.S. Billboard Hot R&B/Hip-Hop Songs                           | 3             |
| Australian ARIA Singles Chart                                  | 16            |
| Ö3 Austria Top 40                                              | 71            |
| Belgian Ultratop 50 Singles (Flanders)                         | 31            |
| Belgian Ultratop 40 Singles (Wallonia)                         | 37            |
| Dutch Top 40                                                   | 11            |
| German Singles Chart                                           | 45            |
| Hungarian Mahasz Singles Chart                                 | 9             |
| Irish Singles Chart                                            | 25            |
| Italian Federation of the Italian Music Industry Singles Chart | 29            |
| New Zealand RIANZ Singles Chart                                | 5             |
| Norwegian Singles Chart                                        | 14            |
| Swedish Singles Chart                                          | 31            |
| Swiss Singles Chart                                            | 32            |
| UK Singles Chart                                               | 18            |
| UK R&B Singles Chart                                           | 3             |
| United World Chart                                             | 21            |
| Billboard Hot 100                                              | 7             |

## Certificações
| País           | Provedor | Vendas  | Certificação |
| -------------- | -------- | ------- | ------------ |
| Estados Unidos | RIAA     | 500.000 | Ouro         |